# فيكتوريا دافيلد
فيكتوريا دافيلد (بالإنجليزية Victoria Duffield) مغنية وممثلة وراقصة كندية شابة لمعت بعد اشتراكها في برنامج مسابقات للهواة اسمها The Next Star. الفنانة مولودة في 3 يناير/كانون الثاني 1995 في Abbotsford في مقاطعة كولومبيا البريطانية الكندية. ولديها شقيق اسمه Burkely Duffield ويمثل في مسلسل House of Anubis.
بعد خروج فيكتوريا دافيلد من مسابقة The Next Star صيف 2010، وقّعت على عقد فني مع شركة Warner Music Canada ولأصدرت أول ألبوم لها بعنوان
Secrets وكان لها من الألبوم نجاح كبير مع الأغنية الراقصة "Shut Up and Dance" وتبعتها بواحدة اسمها "Feel". كما ظهرت في عدد من المسلسلات على التلفزيون الكندي.

## بداية حياته
ولدت فيكتوريا دافيلد في أبوتسفورد, ولديها اثنين من الاخوة, الأكبر سنا هو بيركلي دافيلد, وقد ظهر في المسلسل التلفزيوني بيت أنوبس. والأخ لاخر هو ميتشيل دافيلد, تخرج دافيلد من جامعة ييل الثانوية في أبوتسفورد (كولومبيا البريطانية).

## الألبوم
- 2010: Secrets

## السينغلز
- 2011: Shut Up and Dance
- 2011: Last Christmas
- 2012: Feel

## الوصلات الخارجية
- فيكتوريا دافيلد على موقع IMDb (الإنجليزية)
- فيكتوريا دافيلد على موقع ألو سيني (الفرنسية)
- فيكتوريا دافيلد على موقع ميوزك برينز (الإنجليزية)
- فيكتوريا دافيلد على موقع ديسكوغز (الإنجليزية)
- فيكتوريا دافيلد على موقع قاعدة بيانات الفيلم (الإنجليزية)
- فيكتوريا دافيلد على موقع كينوبويسك (الروسية)

- الموقع الرسمي